# Phragmatobia amurensis
Phragmatobia amurensis là một loài bướm đêm thuộc phân họ Arctiinae, họ Erebidae.